# Danske truede fuglearter
Der er 18 danske fuglearter der er  truet i henhold til den danske rødliste fra 2019, udviklet  på basis af  IUCN-systemet.
- Spidsand Anas acuta
- Skærpiber Anthus petrosus
- Stenvender Arenaria interpres
- Stor hornugle Bubo bubo
- Almindelig ryle Calidris alpina
- Brushane Calidris pugnax
- Karmindompap Carpodacus erythrinus
- Hvidbrystet præstekrave	Charadrius alexandrinus
- Sortterne Chlidonias niger
- Hættemåge Chroicocephalus ridibundus
- Hedehøg Circus pygargus
- Lille flagspætte Dryobates minor
- Islom Gavia immer
- Plettet rørvagtel Porzana porzana
- Turteldue Streptopelia turtur
- Tinksmed Tringa glareola
- Svaleklire	Tringa ochropus
- Islandsk rødben Tringa totanus subsp. robusta